# Castelo Calderwood
O Castelo Calderwood (em inglês:  Calderwood Castle) foi um castelo localizado em East Kilbride, South Lanarkshire, Escócia.

## História
A torre medieval manteve-se junto ao Rio Rotten Calder Water até 1773, quando colapsou num desfiladeiro adjacente.
Foi ilustrado por MacGibbon e Ross através de um desenho de 1765, atualmente presente na Academia Real Escocesa.